# Школа № 22 (Пермь)
Школа № 22 (МАОУ Средняя общеобразовательная школа №22 с углубленным изучением иностранных языков) — одна из старейших школ города Перми.

## История школы
12 марта 1889 года состоялось собрание предпринимателей и общественных деятелей, на котором обсуждалась проблема опеки над слепыми детьми, а также возможное строительство подобного учреждения. Строительство училища и приюта для слепых было начато 28 июля 1889 года и продлилось два года. Его стоимость превысила 20 тысяч рублей. Большая часть суммы была пожертвована частными лицами, а основную часть суммы дал купец М. Ф. Рожнов.
На открытии школы присутствовал известный врач и общественный деятель Павел Николаевич Серебренников, а ещё одним учредителем была его жена врач-офтальмолог Евгения Павловна Серебренникова, одна из первых женщин-врачей в России. Благодаря Серебренниковой в школе появились книги, написанные шрифтом Брайля, а к 1912 в библиотеке было около 289 книг. Выпускники школы в основном занимались ремёслами.
В годы Великой Отечественной войны в здании школы находился госпиталь. В 1943 году вместо госпиталя в ней расположилась женская школа.
В 1960 году в школе было введено углублённое изучение французского языка, на котором преподавались отдельные предметы, а в 1995 году она стала школой с углублённым изучением иностранных языков.
Начиная с 1999 года по инициативе школы были созданы пермский Центр французского языка и общественная организация «Альянс-Франсез-Пермь». В 2009 году в школе было открыто билингвальное (двуязычное) русско-французское отделение.
Для сериала «Отчий дом» (2017, 8 серия) была заснята сцена у двора школы среди прочих натурных съемок, проводившихся в Перми.

## Галерея

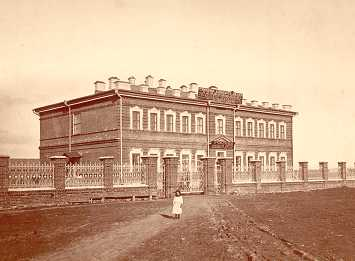
Училище и приют для слепых
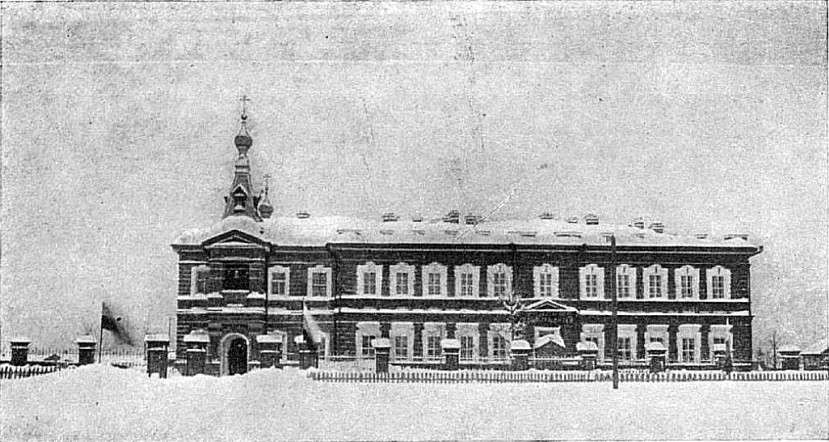
Школа №22 зимой
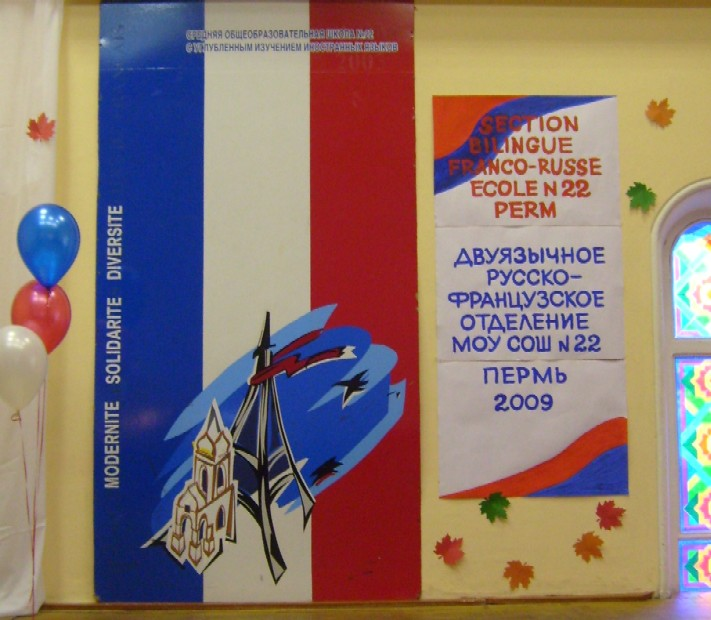
Билингвальное отделение